# Amanda Barnard
Amanda Susan Barnard (31 de dezembro de 1971) é uma física teórica australiana, que trabalha na previsão do comportamento no mundo real de nanopartículas usando modelos analíticos e simulações em supercomputador e aprendizado de máquina aplicado. É pioneira na cartografia termodinâmica de nanomateriais, criando diagramas de fase em nanoescala relevantes para diferentes condições ambientais e relacionando-os a mapas de estrutura/propriedade. Sua pesquisa atual envolve o desenvolvimento e aplicação de métodos estatísticos e aprendizagem profunda de máquina em nanociência e nanotecnologia, e materiais e informática molecular. Em 2014 foi a primeira pessoa no hemisfério sul, e a primeira mulher, a ganhar o Prêmio de Nanotecnologia Feynman, que recebeu por seu trabalho em nanopartículas de diamante.
Amanda Barnard trabalha na Austrália como professora de ciência da computação na Research School of Computer Science da Universidade Nacional da Austrália.

## Biografia
Em 2001 formou-se com honras de primeira classe em ciências no Instituto Real de Tecnologia de Melbourne (RMIT), com especialização em física aplicada. Obteve um doutorado em 2003 no RMIT, com uma tese sobre modelagem computacional prevendo e explicando várias formas de nanocarbono em tamanhos diferentes. Após o doutorado atuou como Distinguished Postdoctoral Fellow no Center for Nanoscale Materials no Argonne National Laboratory (Estados Unidos). Também ocupou um cargo de pesquisa sênior como Violette & Samuel Glasstone Fellow na Universidade de Oxford (Reino Unido) com uma bolsa de pesquisa extraordinária no The Queen's College. Mudou-se então para a Commonwealth Scientific and Industrial Research Organisation (CSIRO) como ARC Queen Elizabeth II Fellow, um Escritório do Chefe Executivo Líder de Ciência e, finalmente, como cientista-chefe de pesquisa entre 2009 e 2020.

## Prêmios e condecorações
- 2014 Prêmio de Nanotecnologia Feynman (Teoria)[4]